# Makeltheorie
Die so genannte  Makeltheorie befasst sich im Strafrecht mit der Frage, ob bei der Anwendung des § 263 StGB (Betrug) ein Vermögensschaden anzunehmen ist, wenn der Täter seinem Opfer einen Gegenstand, der ihm nicht gehört, verkauft und ihn über seine Eigentümerstellung täuscht, so dass dieser nach den Vorschriften über den gutgläubigen Erwerb vom Nichtberechtigten (§§ 932 ff. BGB) Eigentum erwirbt. 
Das Reichsgericht hat in einer Entscheidung (RGSt 73, 61 ff) die Auffassung vertreten, ein Vermögensschaden liege vor, da dem vom Nichtberechtigten erworbenen Gegenstand ein sittlicher Makel anhafte (deshalb Makeltheorie). Dabei ging es maßgeblich vom Maßstab des „gesunden Volksempfindens“ aus, das eine rein wirtschaftliche Betrachtungsweise verbiete (RGSt 73, 63).  
Diese Argumentation wird heute in Rechtsprechung (BGHSt 3, 370, 372) und Lehre überwiegend abgelehnt. Allerdings wird teilweise ein Vermögensschaden in Form eines Gefährdungsschadens angenommen, wenn dem Erwerber prozessuale Auseinandersetzungen um das Eigentum drohen.
Mit Entscheidung des BGH - 3 StR 115/11 - ist klargestellt, dass ein Schuldspruch wegen Betrugs grundsätzlich nicht mehr auf eine schadensgleiche Vermögensgefährdung wegen Erleidens eines Prozessrisikos gestützt werden kann, es sei denn, dass nach wirtschaftlich nachvollziehbaren Maßstäben ein bezifferbarer Vermögensverlust infolge dieses Prozessrisikos festzustellen wäre.